# ライハン・ラーマン
ムハンマド・ライハン・ビン・アブドゥル・ラーマン（Muhammad Raihan bin Abdul Rahman、1991年2月7日 - ）は、バレスティア・カルサFCに所属するサッカー選手。シンガポール代表。ポジションはDF、MF。

## 概要
ライハンは右サイドの選手であり、ウィンガー、ライトバック共にこなす事の出来る選手である。20歳前後ではユース年代の様々な代表に呼ばれ、2009年の東南アジア競技大会では銅メダルを獲得している。2011年にはラドイコ・アブラモビッチ監督率いるシンガポール代表に初招集され、2018 FIFAワールドカップ・アジア予選を戦うメンバーの一人としても考えられていた。